# القوس (كشر)

تعديل مصدري - تعديل

القوس هي إحدى قرى عزلة خميس اليزيدي بمديرية كشر التابعة لمحافظة حجة، بلغ تعداد سكانها 325 نسمة حسب تعداد اليمن لعام 2004.